# Palau Soranzo Cappello
El Palau Soranzo Cappello és un palau de Venècia, situat al barri de Santa Croce (770), prop del Palau Gradenigo . És la seu veneciana de la Superintendència d'Arqueologia, Belles Arts i Paisatge per a l'àrea metropolitana de Venècia i les províncies de Belluno, Pàdua i Treviso.

## Història
El palau va ser erigit a finals del segle XVI, segons l'estil en auge aleshores de Michele Sanmicheli i per voluntat de la poderosa família Soranzo.
Posteriorment va passar a nombroses famílies, entre les quals la família Cappello és recordada pel seu nom. Durant un temps va ser utilitzat com a caserna.
Després de diverses dècades d'abandonament al segle XX, l'edifici va ser restaurat i actualment és la seu de la Superintendència, després que l'Estat italià l'adquirís, exercint el dret de preempció.

## Descripció
La façana, orientada al riu Marín, està distribuïda en tres nivells amb un entresol. Les dues plantes principals presenten una elegant finestra serliana central amb insercions de pedra blanca, amb balustrades. Els diferents pisos estan marcats per fileres, que destaquen sobre el guix rosa. La part alta s'eleva centralment, acabant en un timpà.
Dues petites xemeneies substitueixen el que originalment eren dos pinacles alts.
A l'interior del palau hi ha valuoses obres pictòriques i decoratives. Cal destacar el jardí, que va ser tingut en compte en alguns escrits del poeta Gabriele D'Annunzio i de l'escriptor Henry James: el palau Cappello, de fet, sembla ser aquell on s'ambienta la història de Els papers d'Aspern (1888).